# Grammomys
Genre
Grammomys est un genre de rongeurs de la sous-famille des Murinés.

## Liste des espèces
Ce genre comprend les espèces suivantes :
- Grammomys aridulus Thomas and Hinton, 1923.
- Grammomys buntingi (Thomas, 1911).
- Grammomys caniceps Hutterer and Dieterlen, 1984.
- Grammomys cometes (Thomas and Wroughton, 1908).
- Grammomys dolichurus (Smuts, 1832).
- Grammomys dryas (Thomas, 1907).
- Grammomys gigas (Dollman, 1911).
- Grammomys ibeanus (Osgood, 1910).
- Grammomys kuru Thomas & Wroughton, 1907.
- Grammomys macmillani (Wroughton, 1907).
- Grammomys minnae Hutterer and Dieterlen, 1984.
- Grammomys poensis Eisentraut	1965.
- Grammomys rutilans (Peters, 1876), synonyme de Grammomys poensis (Eisentraut, 1965).